# 天乳
天乳（巨蛇座μ，μ Ser）是巨蛇座的一颗恒星，视星等为+3.543，距离地球约170光年。